# Goodenia pallida
Goodenia pallida är en tvåhjärtbladig växtart som beskrevs av R. Carolin. Goodenia pallida ingår i släktet Goodenia och familjen Goodeniaceae. Inga underarter finns listade i Catalogue of Life.